# Gamboma (district)

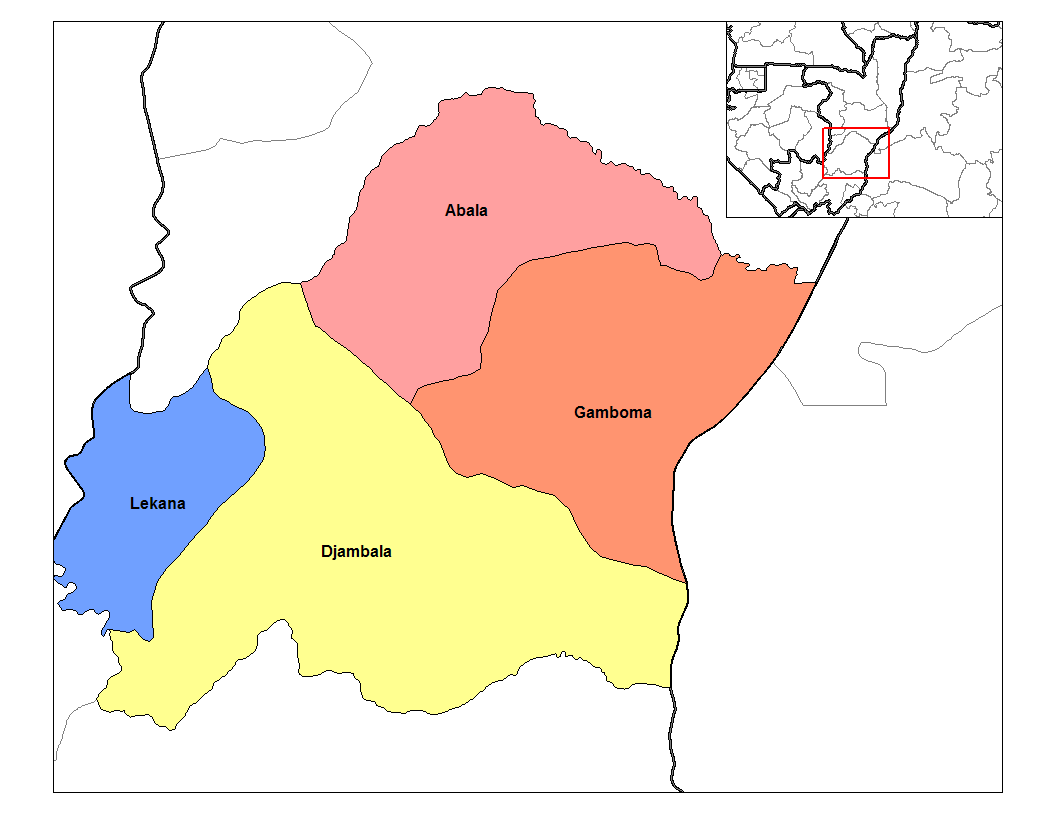
Map du département des plateaux.

Le district de Gamboma est l'un des districts du département des Plateaux en république du Congo ayant pour chef-lieu la ville de Gamboma.